# Ruta Provincial 63 (Buenos Aires)
La Ruta Provincial 63 es una autovía de 30 km ubicada en el este de la Provincia de Buenos Aires, Argentina, que une el empalme con la Ruta Provincial 2 en la ciudad de Dolores y el empalme con la Ruta Provincial 11 en el paraje Esquina de Crotto.
Existe un tramo pavimentado de 54 km que tenía esta denominación entre la Ruta Provincial 51 en las inmediaciones de Saladillo y la Ruta Provincial 61 en el paraje La Porteña a 26 km de Las Flores en el centro de la provincia, pero a mediados de la década de 2000, se cambió por Ruta Provincial 91.
Esta ruta es parte del camino más corto entre la Ciudad de Buenos Aires y las ciudades costeras de Pinamar,  Villa Gesell y las del partido de La Costa, lo que genera gran tránsito en la temporada estival y en Semana Santa.
Este camino está pavimentado desde el año 1964.
El 19 de septiembre de 1990 se firmó el acta de entrega de esta ruta, junto con otras rutas provinciales, al concesionario Caminos del Atlántico por un plazo de 15 años con opción a cinco años más. No hay cabinas de peaje sobre esta ruta.
Debido a la gran cantidad de accidentes mortales en este camino en época estival, el gobierno de la Provincia de Buenos Aires decidió convertir la carretera en autovía, manteniendo el cruce a nivel con el Ferrocarril General Roca en las cercanías de la Autovía 2. En el verano de 2004 circulaban 20.000 vehículos por día cuando el tránsito medio anual diario (TMDA) recomendado para realizar una autovía se estima en 4.000 vehículos diarios.
Dicha autovía fue habilitada el 12 de abril de 2006.
Esta construcción fue distinguida con una mención especial por la Asociación Argentina de Carreteras, que nuclea a todas las provincias, empresas del sector y el Gobierno Nacional.
Durante la madrugada del 9 de marzo de 2008, se produjo la denominada tragedia de Dolores. Pasadas las 2.30, un ómnibus de doble piso que provenía de la localidad balnearia de Mar de Ajó con destino a San Miguel (Buenos Aires), fue embestido por un tren de la empresa provincial de pasajeros Ferrobaires que provenía de la Estación Constitución con destino a Mar del Plata en el paso a nivel del kilómetro 1 de esta autovía, justo frente a la entrada de la ciudad de Dolores. En el accidente perdieron la vida 18 personas y más de 50 resultaron heridas. El susodicho paso a nivel cuenta con barreras automáticas, luces y campanas, que el conductor del ómnibus ignoró.
Dentro del marco del Sistema Vial Integrado del Atlántico, la empresa AUBASA se hizo cargo de la zona de camino a partir del 1 de diciembre de 2016

## Localidades
Las ciudades y pueblos por los que pasa esta ruta de oeste a este son:
- Partido de Dolores (kilómetro 0-22): Dolores (kilómetro 0-6).
- Partido de Tordillo (km 22-29): no hay localidades, sólo un paraje: Esquina de Crotto.

## Recorrido
A continuación, se muestra un mapa esquemático de las principales cruces de esta ruta. 
|  |  |  | RM+l | exABZq+r | exSTR+r |  |

|  | RMCONTgq | exSTR2+r + RMq | STRc23 + MWKRZo | exABZ3+gl + RMq | exSTRl + RMq | RMCONTfq |

| exSTRc1 | exABZ+14 + RM | exSTRc4 |

| STRq | MWNODE | STRq |

|  | RM |

| lDAMPF |  | SKRZ-GBUE |  |  |

|  | MWPETr |

| CONTgq | MWNODEl |  |

|  | RM |

|  | MWPETl |

| CONTgq | MWNODEl |  |

|  | RM |

| WASSERq | RMoW2 | WASSERq |

|  | RM |

|  | RM |

| WASSERq | RMoW2 | WASSERq |

|  | RM |

| WASSERq | RMoW2 | WASSERq |

| RMCONTgq | MWNODEe | CONTfq |